# Mothes Point
Der Mothes Point ist eine Landspitze an der Ostküste der Adelaide-Insel vor der Westküste des antarktischen Grahamlands. Sie liegt 11 km südwestlich der Meerenge The Gullet im Barlas-Kanal und markiert die südliche Begrenzung der Einfahrt zur Grosswald Bay.
Der Falkland Islands Dependencies Survey kartierte die Landspitze anhand seiner zwischen 1948 und 1950 vorgenommenen Vermessungen sowie mittels Luftaufnahmen der US-amerikanischen Ronne Antarctic Research Expedition (1947–1948). Das UK Antarctic Place-Names Committee benannte sie 1960 nach dem deutschen Glaziologen Hans Mothes (1902–1989), der 1926 in Österreich die ersten seismischen Sondierungen eines Gletschers vorgenommen hatte.